# Patrick Robeet
Pour les articles homonymes, voir Robeet.
Patrick Robeet est un ancien coureur cycliste belge, né le 10 octobre 1964 à Louvain.
Professionnel de 1988 à 1993, il ne remporte aucune victoire durant sa carrière. Il participe à deux éditions du Tour de France, en 1989 et 1990. Son fils Ludovic est également coureur cycliste.

## Palmarès
- 1986
  - 3e du championnat de Belgique militaires
- 1987
  - 3e du Circuit Het Volk amateurs
  - 3e du Triptyque ardennais
- 1988
  - 5e du Tour de Suisse
- 1989
  - 6e du Tour de Lombardie

## Résultats sur les grands tours

### Tour de France
2 participations
- 1989 : 51e
- 1990 : 36e

### Tour d'Espagne
2 participations
- 1991 : abandon (4e étape)
- 1992 : abandon (18e étape)